# Lorival Nogueira Luz Júnior
Lorival Nogueira Luz Junior (Poço Fundo, 16 de junho de 1971) é um executivo brasileiro, atual CEO da Alloha Fibra, maior grupo independente de fibra óptica do Brasil e a terceira maior Operadora de Telecomunicações em extensão de fibra, com presença em mais de 800 cidades brasileiras, em 22 estados, atende cerca de 1,6 milhão de clientes, por uma extensa rede de mais de 140 mil quilômetros de fibra óptica. Atualmente, o executivo também integra os conselhos consultivos da Citrosuco e da Advent International.
Com formação em Administração de Empresas pela Fundação Armando Alvares Penteado, construiu sua carreira na área de Finanças. Atuou no Citibank por 17 anos. Em 2008, tornou-se Diretor Financeiro e de Relações com Investidores (CFO) da Estácio Participações. Após, assumiu como Diretor Financeiro e de Relações com Investidores da CPFL Energia. De 2013 a 2017, foi Diretor Financeiro e de Relações com Investidores da Votorantim Cimentos.
O executivo também já integrou os conselhos consultivos da Associação Brasileira de Proteína Animal (ABPA) e da Federação das Indústrias do Estado de Minas Gerais (FIEMG). Foi membro do Latin America Conservation Council junto à Nature Conservancy, além do Conselho de Empresários do Instituto Ayrton Senna, organização sem fins lucrativos dedicada a ampliar as oportunidades de crianças e jovens brasileiros por meio da educação. [1]
Ingressou na BRF em 2017, como Diretor Financeiro e de Relações com Investidores. Em 17 de junho de 2019 sucedeu Pedro Parente na presidência da empresa, tendo sido eleito por unanimidade pelo Conselho de Administração a Diretor-Presidente da BRF, posição executiva que responde globalmente pelos resultados da companhia.
Em continuidade ao trabalho de Parente, à frente da Companhia, conduziu o processo de turnaround na empresa e, no final de 2020, lançou a Visão 2030, que projeta o crescimento da BRF nos próximos 10 anos, a partir da inovação e diversificação de portfólio e de uma agenda permeada pelos compromissos ESG.
Durante a pandemia, Lorival Luz foi um dos primeiros a defender junto ao governo brasileiro, às autoridades de saúde e à opinião pública a essencialidade do setor de alimentos. A iniciativa evitou a interrupção da cadeia de suprimentos, que enfrentava o risco de fechamento de estradas em alguns Estados, e assegurou o fornecimento de alimentos nesse período crítico. 
Em abril de 2023, Lorival passou a integrar o comitê executivo da Alloha Fibra e em julho do mesmo ano assumiu como CEO da Companhia, onde desde então segue em uma busca contínua pela melhor eficiência operacional e integração da Companhia sob uma única marca com abrangência nacional.
Um dos desafios de Lorival Luz para consolidar a nova reestruturação da Alloha Fibra foi trabalhar na captura de sinergias do processo de consolidação das adquiridas, ao absorver a receita das companhias e cortar custos que se repetiam, como parte de um plano para dar protagonismo à empresa no setor por meio de um crescimento sustentável e rentável.
Nessa reestruturação, a primeira e mais importante etapa foi a conclusão do processo de "roll-up" dos acionistas minoritários, fortalecendo a estrutura acionária da Alloha Fibra e a tornando mais sólida. Outra mudança significativa foi a integração de todos os seus sistemas operacionais e de tecnologia de forma centralizada, visando otimizar processos e recursos, bem como proporcionar uma experiência unificada aos assinantes. A holding de provedores de banda larga encerrou o ano de 2023 com uma receita bruta de R$ 1,9 bilhão, em crescimento de 11% na comparação com o ano anterior.
Em 2024, Lorival contribuiu para a criação do #JeitoDeSerAlloha, nova cultura interna da empresa, que guia comportamentos dos quais a empresa tem orgulho e que permitem aos colaboradores estarem cada dia mais conectados e engajados. Além disso, ainda neste ano, a Alloha concluiu o processo de integração e passou a atuar nacionalmente sob uma única marca: Giga+ Fibra, para clientes B2C, e Giga+ Empresas no mercado B2B, para empresas, operadoras e ISPs, reforçando sua posição de liderança entre as provedoras independentes no setor de fibra óptica e se tornando um ecossistema completo para qualquer tipo de negócio.
2024 marcou também o primeiro lucro da companhia, que veio no 1T24, trimestre onde a Alloha registrou lucro líquido de R$ 8,4 milhões, revertendo o resultado negativo de R$ 8,7 milhões do mesmo período de 2023. Além disso, a receita líquida cresceu 3%, alcançando R$ 411 milhões, e o Ebitda também teve um avanço significativo de 17%, totalizando R$ 197 milhões.
Com esse movimento, a abrangência de rede da Alloha Fibra continua sendo um forte diferencial da empresa no setor com uma significativa rede com 80 mil quilômetros de backbone e backhaul do território nacional e internacional, juntamente com 60 mil quilômetros de fibras de acesso, oferecendo soluções de conectividade cada vez mais inovadoras.
O executivo também enfrenta o desafio de elevar o nível de governança da Companhia para explorar opções de capitalização em um futuro próximo. Trabalho que já rendeu frutos, inclusive o registro a Companhia na “Categoria A” da CVM. 
Em menos de um ano no comando da Alloha Fibra, a estratégia traçada por Lorival Luz fortaleceu os padrões de gestão do negócio, que certamente irá contribuir significativamente para o crescimento e sucesso da companhia no mercado. Com o registro, a empresa reafirma também o compromisso em adotar um regime completo de divulgação de informações, promovendo ainda mais a transparência e a confiança entre os investidores

## Trajetória profissional
Com formação em Administração de Empresas pela Fundação Armando Alvares Penteado, construiu sua carreira na área de Finanças. Atuou no Citibank por 17 anos. Em 2008, tornou-se Diretor Financeiro e de Relações com Investidores (CFO) da Estácio Participações. Após, assumiu como Diretor Financeiro e de Relações com Investidores da CPFL Energia. De 2013 a 2017, foi Diretor Financeiro e de Relações com Investidores da Votorantim Cimentos.
Ingressou na BRF em 2017, como Diretor Financeiro e de Relações com Investidores. Em 17 de junho de 2019 sucedeu Pedro Parente na presidência da empresa, tendo sido eleito por unanimidade pelo Conselho de Administração a Diretor-Presidente da BRF, posição executiva que responde globalmente pelos resultados da companhia.
Em continuidade ao trabalho de Parente, à frente da Companhia, conduziu o processo de turnaround na empresa e, no final de 2020, lançou a Visão 2030, que projeta o crescimento da BRF nos próximos 10 anos, a partir da inovação e diversificação de portfólio e de uma agenda permeada pelos compromissos ESG.
Dando sequência à estratégia desenhada na visão de longo prazo da Companhia, em sua gestão, o executivo conduziu movimentos que colocam a BRF como um dos principais players no segmento pet food. No segundo semestre de 2021, a Companhia concluiu as aquisições das sociedades Paraguassu Participações S.A. e Affinity Petcare Brasil Participações Ltda., detentoras de 100% do capital social da Mogiana Alimentos, dona de marcas consolidadas no segmento de pet food nas categorias Super Premium e High Premium de rações para cachorros e gato, e do Grupo Hercosul, conjunto de empresas de pet food, atuante no desenvolvimento, produção e distribuição de rações secas e úmidas para cães e gatos
Como parte da Estratégia de Sustentabilidade da BRF, a companha também anunciou, em julho de 2021, o compromisso de se tornar Net Zero em emissões líquidas de carbono até 2040, tanto em suas operações quanto em sua cadeia produtiva.
Durante a pandemia, Lorival Luz foi um dos primeiros a defender junto ao governo brasileiro, às autoridades de saúde e à opinião pública a essencialidade do setor de alimentos. A iniciativa evitou a interrupção da cadeia de suprimentos, que enfrentava o risco de fechamento de estradas em alguns Estados, e assegurou o fornecimento de alimentos nesse período crítico. 

Luz também conduziu a participação da BRF em movimentos empresariais em apoio ao pequeno comércio, como o Movimento NÓS – coalizão de oito grandes empresas do setor de alimentos e bebidas para apoiar, financeiramente e com informações, pequenos varejistas em processo de retomada pós-pandemia. Desde 2020, a BRF já doou R$ 100 milhões a estados brasileiros e em países onde a Companhia possui unidades produtivas, centros de distribuição e escritórios.
1. ↑  Bucco, Rafael (21 de março de 2024). «Mais integrada, Alloha Fibra cresce em 2023». TeleSíntese. Consultado em 27 de setembro de 2024
2. ↑  Redação (25 de abril de 2023). «Lorival Luz será chairman executivo da Alloha Fibra». TELETIME News. Consultado em 27 de setembro de 2024
3. ↑  «Lorival Luz agora é CEO da Alloha Fibra». pipelinevalor. 21 de julho de 2023. Consultado em 27 de setembro de 2024
4. ↑  «Alloha ganha margem em integração de marcas e CNPJs». pipelinevalor. 21 de novembro de 2023. Consultado em 27 de setembro de 2024
5. ↑  «Alloha atinge primeiro lucro e retoma agenda de M&As». pipelinevalor. 22 de maio de 2024. Consultado em 27 de setembro de 2024
6. ↑  Barbosa, Fernando (9 de abril de 2024). «Alloha Fibra solicita registro de categoria A na CVM». TELETIME News. Consultado em 27 de setembro de 2024
7. ↑  «ADNews. Lorival Luz, CEO da BRF, é anunciado como novo membro do Conselho de Conservação da América Latina»
8. ↑  «Você S/A. A volta por cima da BRF e os planos de entrar no setor de ração para pets»
9. ↑  «XP Investimentos. LIVE: BRF reforça visão para 2030 e foca na diversificação geográfica e de portfólio, incluindo ração animal, para crescer nos próximos 10 anos, diz CEO à XP»
10. ↑  «Brazil Journal. Lorival Luz da BRF: turnaround e gestão de marcas»
11. ↑  «Jornal do Comércio. BRF conclui compra do Grupo Hercosul e da Mongiana por R$ 1,35 bilhão»
12. ↑  «CNN. BRF aumenta participação em mercado de pet food»
13. ↑  «Brazil Journal. BREAKING: BRF vai de zero a 10% do mercado de pet food com dois M&As em sete dias»
14. ↑  «G1. BRF se compromete a zerar emissões líquidas de carbono até 2040»
15. ↑  «Estadão. Presidente da BRF quer garantir comida na mesa de todos os brasileiros»
16. ↑  «Valor Econômico. Live do Valor: Lorival Luz, CEO da BRF, fala sobre impactos da pandemia na indústria de alimentos nesta quarta, às 11h»
17. ↑  «Meio & Mensagem. Gigantes de alimentos fazem força-tarefa pelo pequeno varejo»
18. ↑  «Valor Econômico. BRF vai doar mais R$ 50 milhões para ajudar a combater covid-19 e seus efeitos»